# Joy Hofmeister
Joy Lynn Hofmeister (nacida el 7 de septiembre de 1964) es una educadora y política estadounidense que se desempeña como Superintendente de Instrucción Pública de Oklahoma desde 2015 hasta 2023. 

## Biografía
Hofmeister es una ex maestra de escuela pública y propietaria de un negocio de programas extracurriculares Kumon de Tulsa, Oklahoma. En el sector privado, pasó 15 años operando los Centros de Matemáticas y Lectura Kumon del sur de Tulsa.
Hofmeister se graduó con una licenciatura en educación en la Universidad Cristiana de Texas. A partir de mayo de 2015, está obteniendo su maestría en Administración Educativa con especialidad en Políticas y Leyes Educativas de la Universidad de Oklahoma.

## Vida personal
Hofmeister es madre de cuatro hijos, todos los cuales asistieron a las Escuelas Públicas de Jenks en Jenks, Oklahoma. Hofmeister se desempeñó como funcionaria de la Junta Directiva de la Fundación de las Escuelas Públicas de Jenks.
Hofmeister actualmente vive en Tulsa, Oklahoma, con su esposo Gerald Hofmeister. Hofmeister es una bautista del sur.